# Карел Хинек Маха
Карел Хинек Маха (чеш. Karel Hynek Mácha; Праг, 16. новембар 1810 — 5. новембар 1836) био је чешки песник романтичар.

## Биографија
Рођен је 16. новембра 1810. у Прагу, у Аустријском царству, као син надзорника у млину. Латински и немачки језик научио је у школи. Наставио је студије права на Карловом универзитету. За време студија бавио се и позориштем, где је упознао Елеонору Шомкову, са којом је добио ванбрачног сина. Као глумац први пут се појавио у драми Јана Непомука Штјепанека Чех и Немац у јулу 1832. године у Бенешову. Волео је путовања, уживао у планинама и био је страствени шетач. На крају се преселио у Литомјержице, град око 60  од Прага, како би припремио испите на правном факултету и уписао поезију. Три дана пре него што је требало да се венча са Шомковом, само неколико недеља након што је почео да ради као правни помоћник, Маха је помагао у гашењу пожара и убрзо потом умро 5. новембра 1836. од упале плућа. Дан након његове смрти је требало да се одржи његово венчање.
Сахрањен је у Литомјержици на сиромашном гробу. Признање је уследило након његове смрти: 1939. године његови посмртни остаци су ексхумирани и формално сахрањени на прашком гробљу Вишеград. У његову част у парку Петрин у Прагу постављена је његова статуа. Године 1937. Зет Молас је снимила биографски филм Karel Hynek Mácha. По њему је 1961. године названо Махово језеро (чеш. Máchovo jezero). 
Његов портрет се нашао на поштанској марки од 43 круне коју је издала поштанска агенција Чешке Републике 10. марта 2010. Карел Маха именован је свецем заштитником омладинског колектива 'De Barries 2019. године.

## Рад
Његову лирску епску песму Máj, објављену 1836. године непосредно пре његове смрти, савременици су оценили збуњујућом, превише индивидуалистичком и да није у складу са националним идејама. Чешки драмски писац написао је чак и пародију о Маховом стилу, Rozervanec. Издавачи су одбили Máj, а издала га је штампарија о Махином трошку, недуго пре његове ране смрти.
Máj се данас сматра класичним делом чешког романтизма и сматра се једним од најбољих чешких песама икад написаних. Садржи идеје многих тенденција књижевности 20. века: егзистенцијализам, отуђење, изолација, надреализам итд.
Маха је, такође, аутор збирки аутобиографских скица Слике из мог живота 1835—36, романа Cikáni, појединачних песама, као и часописа у коме, између осталог, је детаљно наводио своје сексуалне сусрете са Шомковом. Године 1834. у Дневнику путовања у Италију описује своје путовање у Венецију, Трст и Љубљану где је упознао словеначког националног песника Францета Прешерна. Тајни дневник описује његов свакодневни живот у јесен 1835. шифрованим одломцима који се тичу његове везе са Елеонором Шомковом.